# Pocillopora effusa
Espèce
Pocillopora effusa est une espèce de coraux appartenant à la famille des Pocilloporidae.